# スイートスタイル
株式会社スイートスタイル（英: SWEETSTYLE Co.,Ltd.）は、かつて存在した東京都中央区に本社を置くミツウロコグループの外食チェーン企業。

## 概要
ベーカリーショップ「麻布十番モンタボー」の運営やFC展開を行う企業。
かつてはジー・コミュニケーションのグループ会社であったが丸紅系のベンチャーキャピタルに売却されグループを離脱、後ににミツウロコグループに譲渡された。

## 沿革
- 1984年（昭和59年）7月 - 株式会社キャッツとして設立。
- 2002年（平成14年）4月25日 - 第三者割当増資を実施し、株式会社ベンチャー・リンクの子会社となる。
- 2005年（平成17年）
  - 1月31日 - 株式会社ジー・コミュニケーションがベンチャー・リンクより当社の全株式を取得し、子会社化。
  - 5月 - 同じくジー・コミュニケーション傘下の株式会社サンモリッツと統合。
- 2007年（平成19年）8月 - 同じくジー・コミュニケーション傘下の株式会社モンタボーと合併し、同時に株式会社スイートスタイルに商号を変更。
- 2008年（平成20年）10月 - ジー・コミュニケーション傘下の株式会社さかいより、元町珈琲事業を譲受[2]。
- 2009年（平成21年）3月12日 - 親会社のジー・コミュニケーションが丸紅系ベンチャーキャピタルのアイ・シグマ事業支援ファンド1号投資事業有限責任組合に全株式を譲渡[3]。
- 2011年（平成23年）11月1日 - キャッツカフェ及びサンモリッツ事業を株式会社サンフードシステムに譲渡。
- 2013年（平成25年）2月 - 名古屋市中区より東京都中央区に本社を移転。
- 2017年（平成29年）
  - 4月 - アイ・シグマ事業支援ファンド1号投資事業有限責任組合が、ミツウロコグループホールディングスに全株式を譲渡[4]。
  - 10月 - グループ組織再編により、株式会社ミツウロコヴォイジャーズ（現株式会社ミツウロコフーズ）の子会社となる。
- 2021年（令和3年）10月1日 - 元町珈琲事業を同グループの株式会社元町珈琲に分割した。
- 2024年（令和6年）4月1日 -  株式会社ミツウロコプロビジョンズが株式会社スイートスタイルを合併した[5]。

### かつての店舗ブランド
- キャッツカフェ（カフェレストラン） - 現在はセントラルホールディングス株式会社による運営
- サンモリッツ（洋菓子店） - 現在は株式会社萬楽庵傘下の株式会社サンモリッツ&東京青山ロハスビーンズとして展開中
- 大地のテーブル（ビュッフェレストラン）
- 元町珈琲（カフェ）、モトマチ・コーヒー＆ブレッド（ベーカリー、カフェ） - 現在は同グループの株式会社元町珈琲に分社化された。